# Life with Boys
Life with Boys é uma sitcom canadense criada por Michael Poryes, estreou no Canadá no dia 9 de setembro de 2011 na YTV Canada. A série é protagonizada por Torri Webster (como Tess Foster), uma jovem de 14 anos que mora com seu pai solteiro e seus três irmãos Gabe, Sam e Spencer. Mesmo sendo a única menina da casa, ela ama os quatro homens mais importantes de sua vida.
Em Portugal foi exibida entre 16 de abril a 23 de outubro de 2012, no Nickelodeon. Tambem é exibido desde 1 de julho de 2023, no Panda Kids.
No Brasil foi exibida entre 7 de junho de 2012 a 10 de fevereiro de 2013, na Nickelodeon.
A série é do mesmo criador de Hannah Montana e As Visões da Raven; Michael Poryes.

## Sinopse
Tess Foster é uma garota de 14 anos que está passando por uma fase difícil em sua vida: a adolescência. Além dos típicos problemas de quem está nesta idade, a menina também tem que tirar de letra o convívio com seu pai solteiro e super protetor e seus três irmãos homens, que mesmo a irritando na maioria das vezes, são amigos e companheiros para qualquer hora. Sem contar que Gabe é o mais legal, e o mais velho. Sam é apaixonado pela melhor amiga de Tess, a Aline, e Sam é irmão gêmeo da Tess. E por último Spencer é o menor e pode ás vezes ser o mais irritante.Ser a única garota numa casa não é tão simples assim.

## Elenco
- Tess Foster  (Torri Webster)[3]
- Gabe Foster (Nathan McLeod)
- Sam Foster (Michael Murphy)
- Spencer Foster (Jake Goodman)
- Allie Brooks (Madison Pettis)[3]
- Jack Foster  (Snady Jobin-Bevans)

## Dublagem
| Personagem     | Brasil         |
| -------------- | -------------- |
| Tess Foster    | Flora Paulita  |
| Jack Foster    | Nestor Chiesse |
| Gabe Foster    | Robson Kumode  |
| Spencer Foster | Vyni Takahashi |
| Allie          | Bianca Alencar |
| Sam Foster     | Bruno Dias     |

 Créditos da dublagem brasileira: 
 
Estúdio de dublagem: TV Group Digital (Acrisound), SP 
 
Direção de dublagem: Rodrigo Andreatto 
 
Tradução: Jussara Simões 